# Western & Southern Open 2012
Western & Southern Open 2012 — 111-й розыгрыш ежегодного профессионального теннисного турнира среди мужчин и женщин, проводящегося в американском городе Мейсон и являющегося частью тура ATP в рамках серии Мастерс и тура WTA в рамках серии Премьер 5.
Турнир прошёл с 11 по 19 августа. Соревнование продолжало североамериканскую серию хардовых турниров, подготовительную к сентябрьскому Открытому чемпионату США. Одиночные соревнования также входили в зачёт бонусной US Open Series.
Прошлогодние победители:
- в мужском одиночном разряде —  Энди Маррей
- в женском одиночном разряде —  Мария Шарапова
- в мужском парном разряде —  Леандер Паес и  Махеш Бхупати
- в женском парном разряде —  Ваня Кинг и  Ярослава Шведова

## US Open Series
К пятой соревновательной неделе борьба за бонусные призовые выглядела следующим образом:
| Поз. | Игрок                | Турниров 1 | Побед | Очков |
| ---- | -------------------- | ---------- | ----- | ----- |
| 1    | Сэм Куэрри           | 3          | 1     | 110   |
| 2    | Новак Джокович       | 1          | 1     | 100   |
| 3    | Джон Изнер           | 2          | -     | 70    |
| 3    | Томми Хаас           | 2          | —     | 70    |
| 3    | Александр Долгополов | 1          | 1     | 70    |
| 3    | Энди Роддик          | 1          | 1     | 70    |
| 3    | Ришар Гаске          | 1          | -     | 70    |
| 8    | Марди Фиш            | 1          | -     | 50    |
| 9    | Ричардас Беранкис    | 1          | -     | 45    |
| 9    | Жиль Мюллер          | 1          | -     | 45    |
| 9    | Янко Типсаревич      | 1          | -     | 45    |

* — Золотым цветом выделены участники турнира.
1 — Количество турниров серии, в которых данный участник достиг четвертьфинала и выше (ATP Masters 1000) или 1/8 финала и выше (ATP 250 и ATP 500)
К четвёртой соревновательной неделе борьба за бонусные призовые выглядела следующим образом:
| Поз. | Игрок              | Турниров 1 | Побед | Очков |
| ---- | ------------------ | ---------- | ----- | ----- |
| 1    | Петра Квитова      | 1          | 1     | 100   |
| 2    | Доминика Цибулкова | 2          | 1     | 85    |
| 3    | Марион Бартоли     | 3          |       | 75    |
| 4    | Серена Уильямс     | 1          | 1     | 70    |
| 4    | Ли На              | 1          |       | 70    |
| 6    | Коко Вандевеге     | 1          |       | 45    |
| 6    | Каролина Возняцки  | 1          |       | 45    |
| 6    | Луция Шафаржова    | 1          |       | 45    |
| 9    | Варвара Лепченко   | 2          |       | 30    |
| 9    | Кристина Макхейл   | 2          |       | 30    |
| 9    | Урсула Радваньская | 2          |       | 30    |
| 9    | Шанель Схеперс     | 2          |       | 30    |

* — Золотым цветом выделены участники турнира.
1 — Количество турниров серии, в которых данный участник достиг четвертьфинала и выше (Premier) или 1/8 финала и выше (Premier 5 и Premier Mandatory)

## Соревнования

### Мужчины. Одиночный турнир
Роджер Федерер обыграл  Новака Джоковича со счётом 6-0, 7-6(7).
- Федерер выигрывает свой 6-й титул в сезоне и 76-й за карьеру в основном туре ассоциации.
- Джокович уступил свой 4-й финал в сезоне и 18-й за карьеру в основном туре ассоциации.

### Женщины. Одиночный турнир
Ли На обыграла  Анжелику Кербер со счётом 1-6, 6-3, 6-1.
- Ли выигрывает свой 1-й титул в сезоне и 6-й за карьеру в туре ассоциации.
- Кербер уступила свой 2-й финал в сезоне и 3-й за карьеру в туре ассоциации.

### Мужчины. Парный турнир
Роберт Линдстедт /  Хория Текэу обыграли  Махеша Бхупати /  Рохана Бопанну со счётом 6-4, 6-4.
- Линдстедт выигрывает свой 4-й титул в сезоне и 16-й за карьеру в основном туре ассоциации.
- Текэу выигрывает свой 4-й титул в сезоне и 13-й за карьеру в основном туре ассоциации.

### Женщины. Парный турнир
Андреа Главачкова /  Луция Градецкая обыграли  Катарину Среботник /  Чжэн Цзе со счётом 6-1, 6-3.
- Главачкова выигрывает свой 3-й титул в сезоне и 11-й за карьеру в туре ассоциации.
- Градецкая выигрывает свой 3-й титул в сезоне и 14-й за карьеру в туре ассоциации.